# Acanthochondria alleni
Acanthochondria alleni is een eenoogkreeftjessoort uit de familie van de Chondracanthidae. De wetenschappelijke naam van de soort is voor het eerst geldig gepubliceerd in 2010 door Tang, Kalman & Ho.